# Claude Dubaële
Claude Dubaële (Lens, 19 gennaio 1940) è un allenatore di calcio ed ex calciatore francese, di ruolo centrocampista e attaccante.

## Carriera

### Calciatore

#### Club
Formatosi nel Stade Reims, esordì in prima squadra con il club rémois nella stagione 1958-1959, ottenne in campionato il quarto posto finale e raggiunse la finale di Coppa dei Campioni 1958-1959, persa contro il Real Madrid. L'anno dopo Dubaële con il suo club vinse il suo primo campionato, vincendone un altro nel 1962. Retrocedette con il suo club in cadetteria al termine della Division 1 1963-1964.
Nel settembre 1963 passa al Rennes, con cui ottiene l'undicesimo posto nella Division 1 1963-1964, a cui seguì l'anno dopo un quarto posto nella Division 1 1964-1965 e  la vittoria della Coppa di Francia. La stagione seguente ottiene il sesto posto finale mentre viene eliminato con i suoi al primo turno della Coppa delle Coppe 1965-1966 dai cecoslovacchi del Dukla Praga.
Nel 1966 passa all'Angers, con cui ottiene il terzo posto della Division 1 1966-1967. La stagione seguente invece retrocede in cadetteria a causa del diciottesimo posto finale. Ottiene con i suoi la promozione in massima serie grazie alla vittoria della Division 2 1968-1969. Ritornato con i suoi massima serie ottiene il settimo posto finale della Division 1 1969-1970.
Nel 1970 passa ai cadetti del Lilla, con cui vince il girone A della Division 2 1970-1971, ottenendo la promozione in massima serie. L'anno dopo retrocede con il suo club al termine del campionato.
L'anno dopo passa ai cadetti del Le Mans, ottenendo il settimo posto nel Girone A della Division 2 1972-1973. Dubaële chiuderà la carriera l'anno seguente ritirandosi dopo alcuni incontri.

#### Nazionale
Venne convocato nella Nazionale olimpica di calcio della Francia, per disputare le XVII Olimpiadi. Con i blues ottenne il secondo posto del girone D della fase a gruppi.

### Allenatore
Nel 1973 inizia la carriera di allenatore alla guida del Fossemagne. 
Nel 1976 diviene l'allenatore del Rennes, con cui retrocede in cadetteria al termine della Division 1 1976-1977. La stagione seguente, in cadetteria, viene sollevato dall'incarico di allenatore il 14 gennaio 1978.
Nel 1979 diviene l'allenatore del Red Star.

## Statistiche

### Cronologia presenze e reti nella Nazionale Olimpica
| Cronologia completa delle presenze e delle reti in nazionale ― Francia Olimpica | Cronologia completa delle presenze e delle reti in nazionale ― Francia Olimpica | Cronologia completa delle presenze e delle reti in nazionale ― Francia Olimpica | Cronologia completa delle presenze e delle reti in nazionale ― Francia Olimpica | Cronologia completa delle presenze e delle reti in nazionale ― Francia Olimpica | Cronologia completa delle presenze e delle reti in nazionale ― Francia Olimpica | Cronologia completa delle presenze e delle reti in nazionale ― Francia Olimpica | Cronologia completa delle presenze e delle reti in nazionale ― Francia Olimpica |
| Data                                                                            | Città                                                                           | In casa                                                                         | Risultato                                                                       | Ospiti                                                                          | Competizione                                                                    | Reti                                                                            | Note                                                                            |
| ------------------------------------------------------------------------------- | ------------------------------------------------------------------------------- | ------------------------------------------------------------------------------- | ------------------------------------------------------------------------------- | ------------------------------------------------------------------------------- | ------------------------------------------------------------------------------- | ------------------------------------------------------------------------------- | ------------------------------------------------------------------------------- |
| 29-8-1960                                                                       | Grosseto                                                                        | Francia olimpica                                                                | 1 – 1                                                                           | India olimpica                                                                  | Olimpiadi 1960                                                                  | -                                                                               |                                                                                 |
| Totale                                                                          |                                                                                 | Presenze                                                                        | 1                                                                               |                                                                                 | Reti                                                                            | 0                                                                               |                                                                                 |

## Palmarès
- Campionato francese: 2

Stade Reims: 1959-1960, 1961-1962
- Coppa di Francia: 1

Rennes: 1964-1965
- Division 2: 2

Angers: 1968-1969
Lilla: 1970-1971 (Girone A)